# Championnats de France de natation en eau libre 2025
 (juillet 2025).
Navigation
Compiègne 2024 2026
Les Championnats de France de natation en eau libre 2025 ont lieu à Martigues du 6 au 8 juin 2025.
Cette année, il n'y a pas eu d'épreuve de relais mixte contrairement aux éditions précédentes. Une nouvelle épreuve fait son apparition : le 3 km Masters (hommes et femmes).

## Podiums

### Hommes
| Épreuves     | Or                   | Or                 | Argent         | Argent             | Bronze          | Bronze             |
| ------------ | -------------------- | ------------------ | -------------- | ------------------ | --------------- | ------------------ |
| 3 km Masters | Bertrand Venturi     | 41 min 07 s 55     | Cédric Le Bris | 42 min 33 s 95     | Nicolas Olivier | 42 min 58 s 70     |
| 5 km         | Marc-Antoine Olivier | 53 min 48 s 56     | Sacha Velly    | 53 min 57 s 67     | Logan Fontaine  | 53 min 57 s 73     |
| 10 km        | Marc-Antoine Olivier | 1 h 45 min 10 s 93 | Jules Wallart  | 1 h 45 min 32 s 80 | Sacha Velly     | 1 h 45 min 33 s 66 |

### Femmes
| Épreuves     | Or               | Or                 | Argent         | Argent             | Bronze              | Bronze             |
| ------------ | ---------------- | ------------------ | -------------- | ------------------ | ------------------- | ------------------ |
| 3 km Masters | Marie Vaillant   | 45 min 18 s 60     | Sandy Hillaire | 45 min 21 s 81     | Valérie Jeanne      | 46 min 48 s 41     |
| 5 km         | Caroline Jouisse | 57 min 12 s 25     | Inès Delacroix | 57 min 13 s 06     | Clémence Coccordano | 57 min 14 s 44     |
| 10 km        | Caroline Jouisse | 1 h 55 min 09 s 73 | Inès Delacroix | 1 h 55 min 11 s 43 | Lou-Ann Gaudaire    | 1 h 55 min 12 s 51 |